# Mircea III. Drakul
Mircea III. Drakul (rumunsko Mircea al III-lea Miloș) je bil vlaški knez  (gospodar), ki je vladal od  oktobra 1509 do februarja 1510, * ni znano, † ni znano.
Mircea III.  je bil sin vojvode Mihnee I. Vlaškega in njegove druge žene Vojke in vnuk Vlada III. Drakule. Poročen je bil z Marijo Despino, s katero je imel sina Aleksandra II. Mirceo. Bil je ded  Mihnee II. Turka in praded Raduja Minee. 
Znan je bil kot izjemno močan in brutalen mož, ki je nekaj ujetih bojarjev,  med katerimi je bil tudi morilec njegovega očeta, ubil z golimi rokami.

## Vir
- Juliusz Demel. Historia Rumunii. II. del. Wrocław-Warszawa-Kraków-Gdańsk-Łódź: Zakład Narodowy im. Ossolińskich. Wydawnictwo, 1986, str. 141.

| Mircea III. Drakul Dinastija DrakuličRojen: ni znano Umrl: ni znano |                                       |                    |
| Vladarski nazivi                                                    |                                       |                    |
| Predhodnik: Mihnea I.                                               | Vlaški knez oktober 1509–februar 1510 | Naslednik: Vlad V. |